# Möller
För andra betydelser, se Möller (olika betydelser).
Möller, i Danmark och Norge skrivet Møller, är ett efternamn, som betyder mjölnare (i Sydsverige även möllare). Det är lånat från det lågtyska ordet "möller" med samma betydelse och har samband med det sydsvenska mölla och dansk-norska mølle, vilka betyder kvarn. Detta senare går tillbaka till ett latinskt ord mola, som betyder kvarnsten, senlatinsk molina. Det högtyska ordet för mjölnare är Müller, som också är ett efternamn. Möller är en aptonym.
Utom i Norge skiljer den offentliga statistiken i Norden mellan formerna Möller och Møller. Följande antal personer var 2014 bosatta i de nordiska länderna, med namnformerna:
- Sverige: Möller 7 883, Meuller 177, Møller 58, Moeller 6, von Möller 6. Totalt 8 130 personer.[5]
- Danmark: Møller 30 215, Möller 95, Moeller 3. Totalt 30 313 personer.[6]
- Norge: 2 287 personer (alla stavningar)[7]
- Finland: Möller 424, Møller (medräknat utfyttade) 29 personer.[8]

I Danmark är Møller nummer 19 på listan över de vanligaste efternamnen. Det är det vanligaste efternamnet, som inte är ett sen-namn.
År 2008 fanns det i Tyskland 30 691 personer med namnet Möller upptagna i telefonkatalogen med omkring 81 842 personer i hushållen. Varianten Moeller förekom i 987 familjer med omkring 2 637 bärare. De båda varianterna finns främst i Nordtyskland.

## Personer med efternamnet Möller

### A
- Adolf von Möller (1855–1932), svensk godsägare och politiker
- Ale Möller (född 1955), svensk kompositör och musiker
- Anders Möller (född 1962), svensk sångare och gitarrist
- Anders Essen-Möller (född 1941), svensk entreprenör
- Andreas Möller, flera personer
  - Andreas Möller (fotbollsspelare) (född 1967), tysk fotbollsspelare
  - Andreas Möller (journalist) (1800–1855), svensk journalist
- Anna Möller (1870–1959), svensk möbelsnickare och bildhuggare
- Arnold Möller (1911–2011), svensk psykiater
- Arnold Peter Møller (1876–1965), dansk skeppsredare
- Artur Möller (1883–1940), svensk författare
- Arvid Møller (1939–2020), norsk författare
- Astolf Mozart Möller (1829–1925), svensk skolman och kulturperson
- Axel Möller (1830–1896), svensk astronom
- Axel Møller (jurist) (1873–1937), dansk jurist, professor och konservativ politiker

### B
- Bente Lykke Møller (född 1956), dansk scenograf och kostymdesigner
- Bert Möller (1884–1947), svensk biblioteksman
- Birger Möller (1934–2020), svensk nationalekonom och politiker, folkpartist
- Bjarne Möller (född 1944), svensk musiker
- Boris Möller (1879–1963), svensk militär

### C
- Cannie Möller (född 1947), svensk författare
- Carl Möller, flera personer
  - Carl Möller (1857–1933), svensk arkitekt och ämbetsman
  - Carl Möller (militär) (1872–1953), svensk överste
  - Carl Møller (författare) (1844–1898), dansk författare
  - Carl Møller (konstnär) (1845–1920), dansk landskaps- och blomstermålare
  - Carl Christian Møller (1823–1893), dansk tonsättare och dirigent
  - Carl J. Möller (1893–1942), svensk författare och affärsman
  - Carl Peter Möller (1790–1834), svensk basunist
- Carlo Keil-Möller (1890–1958), svensk skådespelare, regissör och manusförfattare
- Caroline Möller (född 1958), svensk keramiker
- Catharina Möller (död i slutet av 1650-talet), svensk diplomat
- Cathrine Marie Møller (1744–1811), dansk brodös
- Christian Møller (1904–1980), dansk fysiker
- Christian Frederik Møller (1898–1988), dansk arkitekt

### D
- Dagmar Möller (1866–1956), svensk sångare och sångpedagog
- Daniel Möller (född 1974), svensk författare och journalist
- Daniel Möller (litteraturvetare) (född 1974), svensk litteraturvetare och poet
- Daniel Möller (pokerspelare) (född 1982)
- David Möller (född 1982), tysk rodelåkare

### E
- Edvard Möller (1888–1920), svensk friidrottare, stående höjd- och längdhopp
- Egon Möller-Nielsen (1915–1959), svensk arkitekt och skulptör
- Elis Essen-Möller (1870–1956), svensk läkare och professor
- Erik Essen-Möller (1901–1992), svensk läkare och professor
- Erik Høyer Møller (1818–1904), dansk präst och författare
- Erna Möller (född 1940), svensk immunolog
- Ernst Møller (1860–1916), dansk jurist
- Eva Möller (född 1938), svensk flamencogitrarrist
- Eva Møller (född 1940), dansk lektor och politiker, konservativ folkepartist
- Ewy Möller (1927–1991), svensk politiker, moderat

### F
- Flemming Quist Møller (född 1942), dansk musiker och författare
- Frank Möller (född 1970), tysk judoutövare
- Frans Möller (1886–1954), svensk tennisspelare
- Frantz Peckel Møller (1834–1901), norsk kemist och industriman
- Fredrik Möller, flera personer
  - Fredrik Möller (ishockeyspelare) (född 1976), svensk ishockeyspelare
  - Fredrik Möller (politiker) (född 1976), svensk politiker, kristdemokrat
  - Fredrik Lambert-Meuller (1908–2001), svensk militär och flygare
- Fritz Möller (1906–1983), tysk meteorolog

### G
- Georg Möller (1876 –1921), tysk egyptolog och universitetslärare
- Gerda Møller (1914–2004), dansk politiker, konservativ folkepartist
- Gert Möller (född 1952), svensk friidrottare, löpare
- Gertrud Möller (1641–1705), tysk författare
- Grete Möller (1915–2000), dansk-svensk keramiker
- Gundelach Møller (1797–1845), dansk kirurg
- Gunnar Möller, flera personer
  - Gunnar Möller (militär) (1897–1953), svensk militär och diplomat
  - Gunnar Möller (skådespelare) (1928–2017), tysk skådespelare
- Gustav Möller (1884–1970), svensk politiker, socialdemokrat
- Gustav Möller (regissör) (född 1988), filmregissör och manusförfattare
- Gösta Möller (1887–1983), svensk militär och friidrottare (kortdistans)

### H
- Hans Möller (1920–2003), svensk författare
- Hans Larsen Møller (1861–1928), dansk historiker och politiker, moderat högerman
- Henning Möller (1885–1968), svensk friidrottare, diskuskastare
- Henning Möller (arkitekt) (1889–1966), svensk arkitekt och konstnär
- Henrik Möller (1852–1918), svensk sångare, körledareoch musiklärare
- Henrik Möller (filmare) (född 1976), svensk filmare
- Herman Möller (1882–1965), svensk industriman
- Herman Møller (1850–1923), dansk språkforskare
- Hjalmar Möller (1866–1941), svensk geolog och botaniker
- Hjalmar Möller (bokhandlare) (1840–1910), svensk bokhandlare och kommunpolitiker
- Hugo Möller (1883–1965), svensk militär, gymnastiklärare och scoutledare
- Håkan Möller, flera personer
  - Håkan Möller (litteraturvetare) (född 1959), svensk litteraturvetare, teolog och professor
  - Håkan Möller (musiker) (född 1951), svensk musiker och kompositör

### I
- Ida Møller (1872–1947), dansk operasångerska, sopran
- Inge Fischer Møller (1939–1984), dansk socionom och politiker, socialdemokrat
- Ingeborg Møller (1867–1945), dansk kokboksförfattare och rösträttsaktivist
- Ingeborg Møller (norsk författare) (1878–1964), norsk författare
- Ingegerd Möller (1928–2018), svensk konstnär
- Irmgard Möller (född 1947), tyska dömd för terrorism
- Ivan Möller (1884–1972), svensk friidrottare, sprinter, häcklöpare och hoppare

### J
- Jan Boris-Möller (född 1957), svensk kock, författare och TV-person
- Janne Möller (född 1953), svensk fotbollsmålvakt
- Jeanette Möller (1825–1872), svensk konstnär
- Jens Møller (teolog) (1779–1833), dansk teolog och historiker
- Jens Møller-Jensen (1869–1948), dansk dekoratör och konstindustriell ledare
- Jens Peter Møller (1783–1854), dansk målare
- Johan Möller (diplomat) (död 1632), svensk diplomat
- Johan Möller (1738–1805), svensk biskop
- Johann Georg Peter Möller (1729–1807), tysk-svensk historiker och litteraturkritiker
- Johannes Möller (född 1981), svensk gitarrist och kompositör
- John Möller (1882–1944), svensk grosshandlare
- John Christmas Møller (1894–1948), dansk politiker
- Julius Möller (1856–1906), svensk matematiker
- Jørgen Møller (född 1930), dansk arkitekt och formgivare

### K
- Kai Møller (1912–1967), dansk kompositör och orkesterledare
- Kai Møller (politiker) (1859–1940), norsk godsägare och politiker
- Katti Anker Møller (1868–1945), norsk kvinnosakskämpe
- Knud Möller (1919–1993), finländsk journalist
- Kuno Möller (1890–1976), svensk industriman och företagsledare

### L
- Lars Møller Madsen (född 1981), dansk handbollsspelare
- Leif Möller (1954–1977), svensk skådespelare
- Lena Möller (född 1957), svensk kortdistanslöpare
- Lene Møller (1936–1995), dansk skådespelare och politiker, scoialdemokrat
- Lennart Möller (1954–2021), svensk professor i miljömedicin
- Lina Möller (född 1980), handbollsspelare  och tränare
- Lis Møller (1918–1983), dansk journalist och politiker, konservativ
- Lotte Möller (född 1938), svensk författare, fotograf och kulturskribent
- Lærke Møller (född 1989), dansk handbollsspelare

### M
- Magnus Möller (1857–1912), läkare och professor
- Magnus Möller (målare) (1710–1775), målare
- Maria Möller (född 1965), svensk sångerska, skådespelare och komiker
- Maria Möller (författare) (född 1961), svensk författare och poet
- Merete Møller (född 1978), dansk handbollsspelare
- Måns Möller (född 1975), svensk komiker och programledare
- Mærsk Mc-Kinney Møller (1913–2012), dansk skeppsredare

### N
- Niels Møller (1859–1941), dansk poet
- Niklas Möller (född 1988), svensk illusionist
- Nils Möller, flera personer
  - Nils Möller (bankdirektör) (1898–1981), svensk bankdirektör
  - Nils Möller (jordbruksforskare) (född 1933), svensk jordbruksforskare och professor
  - Nils Möller (konstnär) (1917–2004), svensk konstnär, grafiker och tecknare
- Nils Peter Möller (1803–1860), svensk musiker, kantor och kompositör
- Noa Möller (född 2001), svensk världsrekordhållare i grodhopp

### O
- Ola Möller, flera personer
  - Ola Möller (författare) (född 1984), svensk designer och författare
  - Ola Möller (politiker) (född 1983), svensk politiker, kommunalråd i Helsingborg, socialdemokrat
- Olle Möller (1906–1983), svensk idrottsman dömd för två mord
- Olof Möller (1923–1985), svensk science fiction-författare
- Oscar Möller (född 1989), svensk ishockeyspelare
- Oscar Möller (fotbollsspelare) (född 1987), svensk fotbollsspelare
- Oskar Möller (1880–1971), finländsk jurist
- Otto Møller (1831–1915), dansk präst
- Otto M. Møller (1860–1898), dansk författare

### P
- Peder Møller (1877–1940), dansk violinist och musiklärare
- Peder Ludvig Møller (1814–1865, dansk författare
- Peder R. Møller (1848–1926), dansk författare
- Per Möller Jensen, dansk trumslagare verksam i Sverige
- Per Stig Møller (född 1942), dansk politiker, konservativ, kulturminiser
- Peter Möller, flera personer
  - Peter von Möller (1809–1883), svensk godsägare och politiker
  - Peter Møller (apotekare) (1793–1869), norsk apotekare och industriman
  - Peter Møller (fotbollsspelare) (född 1972), dansk fotbollsspelare och sportjournalist
  - Peter Möller (handbollsspelare) (född 1972), svensk handbollsspelare
  - Peter Möller (kapten) (1858–1951), svensk afrikaresenär och jägare
- Pontus Möller (1921–2009), svensk genealog
- Poul Møller, flera personer
  - Poul Møller (läkare) (1884–1965), dansk läkare, professor i patologisk anatomi
  - Poul Møller (politiker) (1919–1997), dansk politiker, journalist och advokat
  - Poul Martin Møller (1794–1838), dansk poet och filosof
- Preben Møller Hansen (1929–2008), dansk politiker och fackföreningsman, kommunist

### R
- Ralf Möller (född 1959), tysk-amerikansk bodybuilder och skådespelare
- Rasmus Møller (1763–1842), dansk teolog och filolog
- Reinhild Möller, tysk paralympisk alpin skidåkare
- Richard Møller Nielsen (1937–2014), dansk fotbollstränare
- Roger Möller (född 1948), svensk kursgårdsföreståndare, socialdemokrat
- Rolf Möller (född omkring 1946), svensk simtränare

### S
- Sara Möller (född 1979), svensk musiker, låtskrivare och skådespelare
- Sara Möller (konstnär) (född 1982), skulptör och keramiker
- Sebastian Möller (född 1993), svensk fotbollsspelare
- Sigurd Möller (1895–1984), svensk konstnär och tecknare
- Silke Gladisch-Möller (född 1964), östtysk friidrottare, kortdistanslöpare
- Stig-Åke Möller (1914–1979), svensk skrift-, bok- och bildkonstnär
- Susanne Möller (född 1980), svensk programledare och tidningsskribent
- Sven Möller (född 1931), svensk konstnär och tecknare

### T
- Tage Möller (1946–2011), svensk formgivare
- Tage Møller (arkitekt) (1892–1968), dansk-svensk arkitekt
- Thomas Möller (född 1964), svensk motorcykelklubbledare
- Thomas Henrik Möller (1832–1900), svensk jurist och ämbetsman
- Tina Möller-Monell (1943–2010), svensk sångare och skådespelare
- Tom Möller (1914–2009), svensk keramiker och glaskonstnär
- Tommy Möller (född 1958), svensk professor i statsvetenskap

### V
- Valdemar Møller (1885–1947), dansk skådespelare
- Viggo Møller (1887–1955), dansk författare

### W
- Wilhelm Möller (1827–1892), tysk kyrkohistoriker
- William Bruhn-Möller (1887–1964), svensk roddare
- Wiwi Möller-Lindquist (1910–1995), svensk konstnär

### Y
- Yngve Möller (1912–1994), svensk diplomat, chefredaktör och politiker, socialdemokrat
- Yngve Möller (teckningslärare) (1928–2020), svensk teckningslärare, läromedelsförfattare och gymnasieinspektör